# アイリッシュ・レッド・アンド・ホワイト・セッター

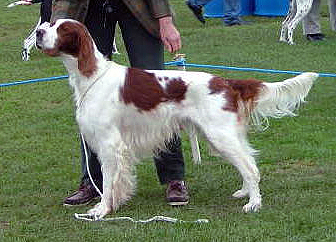
アイリッシュ・レッド・アンド・ホワイト・セッター

アイリッシュ・レッド・アンド・ホワイト・セッター（英：Irish Red and White Setter）とは、アイルランド原産のセッター犬種である。日本でもよく知られている、アイリッシュ・セッターの原種でもある。

## 歴史
16世紀ごろから犬種として存在していた、歴史の長いセッターである。はっきりした生い立ちは明らかではないが、このころイギリスなどでは多くのセッター犬種とポインター犬種が作り出されていた。本種は主にセッターとしてのみ使われていた。獲物を捜索し、発見するとそれのいる方を向いて おすわり（セッティング）をして主人に知らせるのである。そのサインがあると主人は網を投げて獲物を捕獲する、というのがその仕事内容の全貌である。
かつてはとても人気のあった犬種であるが、ドッグショーの普及により絶滅の危機にさらされた。ショーではより見栄えの良いレッド一色の犬が好まれるようになり、レット・アンド・ホワイト・セッターから時々生まれる赤毛の犬をもとに、現在もよく知られているアイリッシュ・セッターが作出された。その犬種はボルゾイなどの他種のサイトハウンドも作出に使われていたため本種よりも細身でコートが長く、ショー用の犬を好むブリーダーに人気を博したため本種の影が薄くなり、壊滅的なダメージを受けてしまったからである。
しかし1940年代に入ると本種の良さが見直され、1941年に犬種クラブが結成されて本格的な保護が行われるようになった。1976年アイルランドの登録数は16匹であった。その甲斐あって年々頭数を回復していき、1989年にはFCIに公認犬種として登録された。
現在も原産国内外であまり頭数は多くはないが、多くの国でペットやショードッグ、実猟犬として飼育されている。日本でも過去に国内登録が行われた年度があったが、近年は登録されていない。

## 特徴
アイリッシュ・セッターに比べると耳のついている位置は高めで、飾り毛は全体的に少なく、ほんの少し筋肉質の体つきをしている。しかし他の犬種と比べると細身の犬種の部類に入り、マズルと脚が長い。耳は垂れ耳で、尾は飾り毛のあるサーベル形の垂れ尾。コートは短めのロングコートで、少しウエーブがかっている。毛色はその名の通りレッド・アンド・ホワイト（厳密に言うとホワイト・アンド・レッド）に限られるが、ごく稀にシャワー・オブ・ヘイルという大変希少な毛色の犬も生まれる。この毛色はレッドの地色にあられのような細かいホワイトの斑点が入ったもので、近年はヨーロッパで1998年に1頭の出生が確認されて以来、10年間は見つかっていない。体高58〜69cm、体重27〜32kgの大型犬で、性格はとても穏やかで温厚、友好的である。アイリッシュ・セッターのように熱狂的な性格ではなく、落ち着きがある。子供や他の犬に対しても仲良くすることが出来る。走るのが速く持久力に優れ、ドッグスポーツにもよく適している。しつけの飲み込みや判断力も優れている。